# Akacja Farnesa
Akacja Farnesa (Acacia farnesiana) – gatunek rośliny należący do rodziny bobowatych i podrodziny brezylkowych (dawniej w mimozowych). Występuje w południowej części USA, w Ameryce Środkowej, w północnej części Ameryki Południowej. Często uprawiany i łatwo dziczejący co utrudnia ustalenia zasięgu naturalnego występowania.

## Synonimy[4]
- Acacia minuta (M. E. Jones) R. M. Beauch.
- Acacia smallii Isely
- Mimosa farnesiana L.
- Pithecellobium minutum M. E. Jones
- Vachellia densiflora Alexander ex Small
- Vachellia farnesiana (L.) Wight & Arn.

## Morfologia
Krzew o wysokości dochodzącej do 4 metrów. Liście podwójnie pierzaste, złożone z drobnych, małych listków. Kwiaty 5-krotne, drobne, żółte, zbite w główkowaty kwiatostan. Pręciki dość liczne, słupek jeden. Owoc: strąk.

Kwiaty, liście i owoce

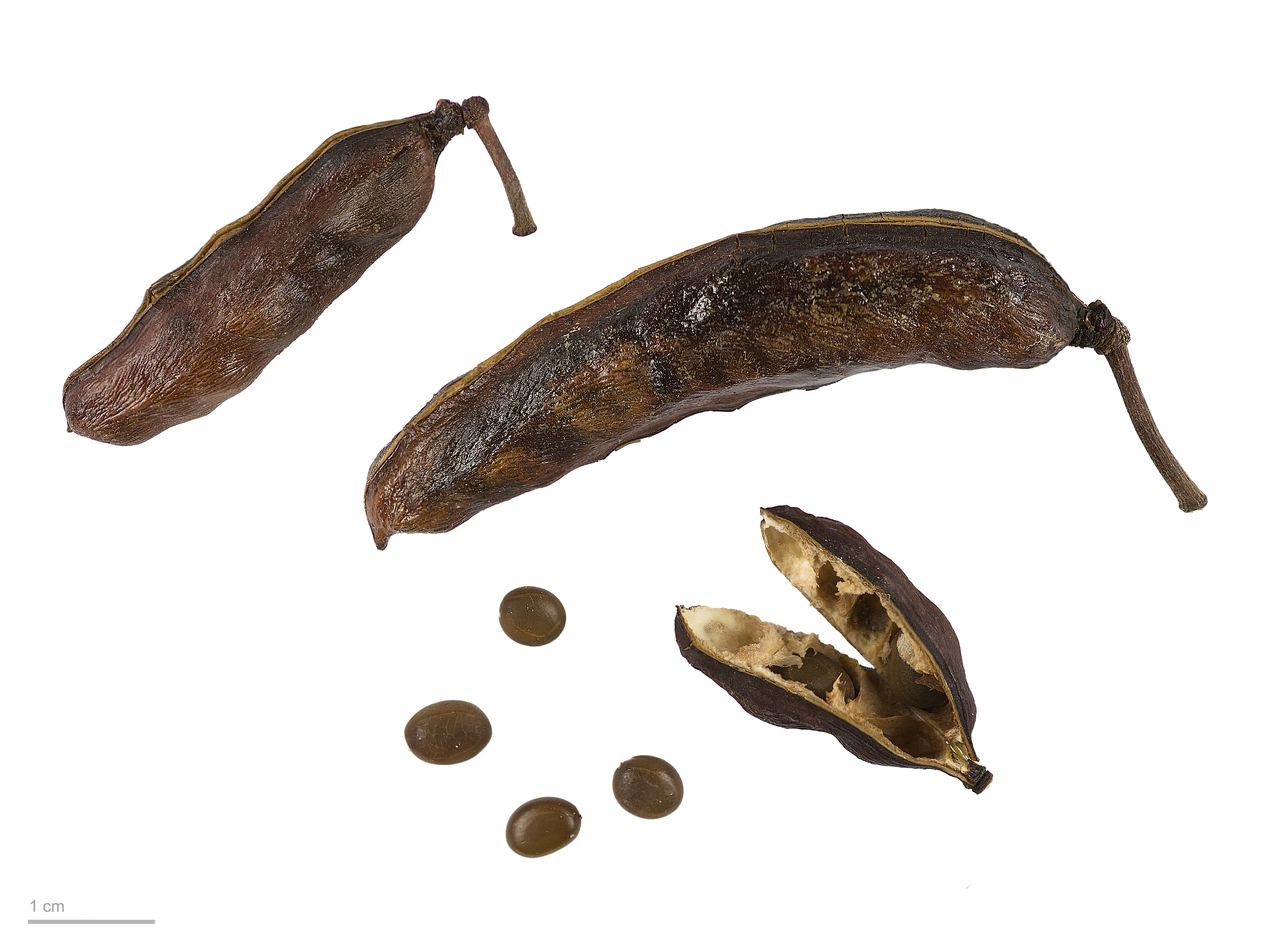
Owoce i nasiona

## Zastosowanie
- Olejek eteryczny zawarty w kwiatach stosowany jest w przemyśle perfumeryjnym ze względu na kwiaty pachnące wonią fiołków.
- Kora i strąki używana są do otrzymywania garbników.
- Strąki o liście stanowią paszę dla zwierząt.
- Z pnia drzew wytwarzana jest guma.